# Svatý Pegasius
Svatý Pegasius byl kněz a jeden z pěti křesťanů umučených okolo roku 350 při perzekuci perského velkokrále Šápúra II. Byl upálen zaživa.
V neznámé době byly jeho ostatky a ostatky dalších čtyř mučedníků odvezeny do Konstantinopole a uloženy do jim zasvěceného chrámu.
Roku 1204 byly během 4. křížové výpravy odvezeny do Francie. Při Velké francouzské revoluci se ostatky mučedníků ztratily, až roku 1892 byly objeveny v obci Grozon.
Jeho svátek se slaví 2. listopadu.